# هانه‌لوره السنر
هانه‌لوره السنر (آلمانی: Hannelore Elsner؛ ۲۶ ژوئیه ۱۹۴۲ – ۲۱ آوریل ۲۰۱۹) هنرپیشه، صدا پیشه، و پدیدآور اهل آلمان بود .

## گزیده فیلم
- هایدلبرگ قدیمی -۱۹۵۹
- دختر خوش‌اندام - ۱۹۶۰
- مردی با کت سفید - ۱۹۷۰
- بازگشت سپیددندان (۱۹۷۴)
- مرد بدون حافظه - ۱۹۸۴
- علامت با دود - ۲۰۰۶
- زمان تو را تغییر خواهد داد - ۲۰۱۰
- ماه - ۲۰۱۱
- تور دو فورس - ۲۰۱۴
- خانم کمیسر